# Indiana Pacers
Indiana Pacers – amerykański klub koszykarski, mający siedzibę w Indianapolis, w stanie Indiana. Występują w Central Division, Konferencji Wschodniej w National Basketball Association (NBA). Domowe spotkania Pacers rozgrywają w Bankers Life Fieldhouse. Do tej pory największym sukcesem klubu był występ w finałach NBA w 2000 roku, przegrany z Los Angeles Lakers.

## Historia
Przez pierwsze 9 lat klub grał w lidze ABA, zdobywając tam 3 mistrzostwa, a pięciokrotnie grając w finale. W 1976, razem z New York Nets, Denver Nuggets i San Antonio Spurs, Pacers dołączyli do NBA. Przez pierwsze lata pobytu w nowej lidze klub był w trudnej sytuacji finansowej, co rzutowało także na wyniki sportowe. Do tego dochodziły słabe wybory w drafcie i nie najszczęśliwsza polityka kadrowa. Jedyne sukcesy przez pierwsze 13 lat gry w NBA to dwukrotne wejście do fazy playoff oraz występ dwóch graczy Billy Knighta i Dona Buse w All-Star Game w 1977.
Sytuacja zmieniła się pod koniec lat 80., po wyborze w kolejnych draftach dwóch przyszłych gwiazd zespołu – Reggie Millera i Rika Smitsa oraz pozyskaniu w udanej wymianie Detlefa Schrempfa. W 1990 Reggie Miller zagrał w meczu gwiazd, a klub regularnie zaczął pojawiać się w fazie playoff (choć niestety odpadał w pierwszych rundach). W następnym sezonie Schrempf zdobył tytuł najlepszego rezerwowego ligi, a w 1993 wystąpił w Meczu Gwiazd.
W 1994 klub osiągnął pierwszy duży sukces, dochodząc do finału konferencji, przegranego z New York Knicks. Wspaniałe występy Reggiego Millera w finałowych grach zaowocowały powołaniem go do drugiego Dream Teamu, który zdobył mistrzostwo świata w 1994. Rok później zespół wywalczył pierwszy tytuł mistrza Konferencji Wschodniej oraz drugi raz wystąpił w finałach konferencji, ulegając tam Orlando Magic.
Po dwóch latach słabszych występów w 1997 Pacers zatrudnili na stanowisku trenera, pochodzącego z Indiany, byłego wybitnego koszykarza Larry’ego Birda. Bird, mając do dyspozycji m.in. Chrisa Mullina, Dale’a Davisa, Antonio Davisa i Derricka McKey doprowadził zespół w następnym roku do finału konferencji, w którym zespół przegrał po wspaniałej walce z kończącymi mistrzowski cykl Chicago Bulls. Kolejny rok to kolejny występ w finale konferencji, zakończony porażką z Knicks, ale już rok 2000 to największy sukces w historii zespołu – pierwszy występ w finałach NBA. Niestety, na drodze Pacers stanął po raz kolejny Phil Jackson, prowadzący tym razem Los Angeles Lakers.
Po tym sezonie odeszła większość gwiazd zespołu, z trenerem Birdem na czele. Całkowicie przebudowany zespół, z wciąż aktywnym Reggie Millerem oraz młodymi gwiazdami Ronem Artestem i Jermaine O’Nealem, dość regularnie występował w playoffach, ale nie odnosił większych sukcesów. Nawet, powołany na prezydenta ds. operacji koszykarskich, Larry Bird nie zdołał tego zmienić. Największym echem z udziałem Pacers w ostatnich latach odbiła się awantura podczas meczu z Detroit Pistons, 19 listopada 2004, po której wielu zawodników zostało zawieszonych.
Po sezonie 2004-2005 karierę zakończył największy gracz w historii Indiana Pacers – Reggie Miller.
W sezonie 2023/2024 awansowali do Finału Konferencji.

## Zawodnicy

### Kadra w sezonie 2021/22
Stan na 26 października 2021
| Nr | Poz. | Nar.              | Nazwisko i imię      | Data urodzenia | Wzrost | Masa ciała |
| -- | ---- | ----------------- | -------------------- | -------------- | ------ | ---------- |
| 88 | C    | Gruzja            | Bitadze, Goga        | 1999–07–20     | 211 cm | 113 kg     |
| 12 | G/F  | Kanada            | Brissett, Oshae      | 1998–06–20     | 201 cm | 95 kg      |
| 7  | SG   | Stany Zjednoczone | Brogdon, Malcolm     | 1992–12–11     | 196 cm | 104 kg     |
| 13 | F    | Stany Zjednoczone | Craig, Torrey        | 1990–12–19     | 198 cm | 98 kg      |
| 3  | SG   | /                 | Duarte, Chris        | 1997–06–13     | 196 cm | 86 kg      |
| 8  | G/F  | Stany Zjednoczone | Holiday, Justin      | 1989–04–05     | 198 cm | 82 kg      |
| 23 | PF   | Stany Zjednoczone | Jackson, Isaiah      | 2002–01–10     | 208 cm | 93 kg      |
| 17 | PG   | Stany Zjednoczone | Jarreau, DeJon       | 1998–01–23     | 196 cm | 84 kg      |
| 26 | SG   | Stany Zjednoczone | Lamb, Jeremy         | 1992–05–30     | 196 cm | 82 kg      |
| 22 | G/F  | Stany Zjednoczone | LeVert, Caris        | 1994–08–25     | 198 cm | 93 kg      |
| 21 | SF   | Stany Zjednoczone | Kelan, Martin        | 1995–08–03     | 196 cm | 104 kg     |
| 9  | PG   | Stany Zjednoczone | McConnell, T.J.      | 1992–03–25     | 185 cm | 86 kg      |
| 11 | C    | /                 | Sabonis, Domantas    | 1996–05–03     | 211 cm | 109 kg     |
| 33 | C    | Stany Zjednoczone | Turner, Myles        | 1996–03–24     | 211 cm | 113 kg     |
| 10 | G    | Stany Zjednoczone | Wanamaker, Brad      | 1989–07–25     | 191 cm | 95 kg      |
| 1  | SF   | Stany Zjednoczone | Warren, T.J.         | 1993–09–05     | 203 cm | 100 kg     |
| 4  | G    | Niemcy            | Washington Jr, Duane | 2000–03–24     | 188 cm | 89 kg      |

Trener:  Rick Carlisle
 Asystenci: Lloyd Pierce • Ronald Nored • Mike Weinar • Jenny Boucek

### Międzynarodowe prawa
| Draft | Runda | Wybór | Zawodnik      | Poz. | Nar.   | Obecny zespół             | Adnotacje                     | Przyp. |
| ----- | ----- | ----- | ------------- | ---- | ------ | ------------------------- | ----------------------------- | ------ |
| 2009  | 2     | 57    | Emir Preldžić | SF   | Turcja | Galatasaray S.K. (Turcja) | Pozyskany od Dallas Mavericks | [ 4 ]  |

## Zastrzeżone numery
| Indiana Pacers zastrzeżone numery |                 |         |                  |
| Nr                                | Zawodnik        | Pozycja | Okres w klubie   |
| 30                                | George McGinnis | F       | 1971–75, 1980–82 |
| 31                                | Reggie Miller   | G       | 1987–2005        |
| 34                                | Mel Daniels     | C       | 1968–74          |
| 35                                | Roger Brown     | F       | 1967–74, 1975    |
| 529                               | Bobby Leonard 1 | –       | 1968–80          |

1 Jako trener; numer reprezentuje liczbę 529 zwycięstw z Pacers.

### Włączeni do Koszykarskiej Galerii Sław
| Indiana Pacers: Galeria Sław | Indiana Pacers: Galeria Sław | Indiana Pacers: Galeria Sław | Indiana Pacers: Galeria Sław | Indiana Pacers: Galeria Sław | Indiana Pacers: Galeria Sław | Indiana Pacers: Galeria Sław | Indiana Pacers: Galeria Sław | Indiana Pacers: Galeria Sław | Indiana Pacers: Galeria Sław |
| Zawodnicy                    | Zawodnicy                    | Zawodnicy                    | Zawodnicy                    | Zawodnicy                    | Zawodnicy                    | Zawodnicy                    | Zawodnicy                    | Zawodnicy                    | Zawodnicy                    |
| Nr                           | Zawodnik                     | Pozycja                      | Sezony                       | Rok wyboru                   |                              |                              |                              |                              |                              |
| ---------------------------- | ---------------------------- | ---------------------------- | ---------------------------- | ---------------------------- | ---------------------------- | ---------------------------- | ---------------------------- | ---------------------------- | ---------------------------- |
| 17                           | Chris Mullin                 | SF/SG                        | 1997/98–1999/00              | 2011                         |                              |                              |                              |                              |                              |
| 22                           | Alex English                 | F                            | 1978/79–1979/80              | 1997                         |                              |                              |                              |                              |                              |
| 31                           | Reggie Miller                | SG                           | 1987/88–2004/05              | 2012                         |                              |                              |                              |                              |                              |
| 34                           | Mel Daniels                  | C                            | 1968/69–1973/74              | 2012                         |                              |                              |                              |                              |                              |
| 35                           | Roger Brown                  | F/G                          | 1967/68–1973/74, 1974/75     | 2013                         |                              |                              |                              |                              |                              |
| Zarząd                       |                              |                              |                              |                              |                              |                              |                              |                              |                              |
| Nr                           | Członek                      | Pozycja                      | Sezony                       | Rok wyboru                   |                              |                              |                              |                              |                              |
| –                            | Slick Leonard                | Trener                       | 1968–1980                    | 2014                         |                              |                              |                              |                              |                              |
| –                            | Jack Ramsay                  | Trener                       | 1986–1988                    | 1992                         |                              |                              |                              |                              |                              |
| –                            | Larry Brown                  | Trener                       | 1993–1997                    | 2002                         |                              |                              |                              |                              |                              |
| –                            | Larry Bird                   | Trener                       | 1997–2000                    | 1998a                        |                              |                              |                              |                              |                              |
| –                            | Isiah Thomas                 | Trener                       | 2000–2003                    | 2000a                        |                              |                              |                              |                              |                              |

a Bird i Thomas zostali wybrani jako zawodnicy, nie trenerzy.

## Statystyczni liderzy ABA/NBA
Liderzy strzelców
- George McGinnis – 1975 (ABA)[5]

Liderzy w zbiórkach
- Mel Daniels – 1969 (ABA)[6], 1971 (ABA)[7]

Liderzy w asystach
- Mark Jackson – 1997
- Don Buse – 1976 (ABA)[9], 1977

Liderzy w przechwytach
- Don Buse – 1976 (ABA)[9], 1977

Liderzy w skuteczności rzutów wolnych
- Reggie Miller – 1991, 1999, 2001–2002, 2005
- Chris Mullin – 1998
- Bill Keller – 1973 (ABA)[12]

## Statystyczni liderzy wszech czasów klubu
Razem
- Gry: Reggie Miller (1389)
- Minuty: Miller (47621)
- Celne z gry: Miller (8241)
- Oddane z gry: Miller (17699)
- Celne za 3 punkty: Miller (2560)
- Oddane za 3 punkty: Miller (6486)
- Celne wolne: Miller (6237)
- Oddane wolne: Miller (7026)
- Zbiórki w ataku: Dale Davis (2276)
- Zbiórki w obronie: Mel Daniels (5461)
- Zbiórki razem: Daniels (7643)
- Asysty: Miller (4141)
- Przechwyty: Miller (1505)
- Bloki: Jermaine O’Neal (1247)
- Straty: Miller (2409)
- Faule: Rik Smits (3011)
- Punkty: Miller (25279)

Średnie
- Minuty: Mel Daniels (37,07)
- Celne z gry: Chuck Person
- Oddane z gry: Person (16,33)
- Celne za 3 punkty: Reggie Miller (1,84)
- Oddane za 3 punkty: Stephen Jackson (4,73)
- Celne wolne: Detlef Schrempf (5,31)
- Oddane wolne: George McGinnis (7,05)
- Zbiórki w ataku: Daniels (4,56)
- Zbiórki w obronie: Daniels (11,40)
- Zbiórki razem: Daniels (15,96)
- Asysty: Mark Jackson (8,13)
- Przechwyty: Don Buse (2,55)
- Bloki: Jermaine O’Neal (2,46)
- Straty: Ricky Sobers (4,10)
- Faule: James Edwards (4,04)
- Punkty: Danny Granger (25,8)

Średnie na 48 minut
- Celne z gry: Billy Knight (11,41)
- Oddane z gry: George McGinnis (23,53)
- Celne za 3 punkty: Chris Mullin (2,74)
- Oddane za 3 punkty: Reggie Miller (6,54)
- Celne wolne: Detlef Schrempf (7,57)
- Oddane wolne: McGinnis (10,33)
- Zbiórki w ataku: Mel Bennett (6,38)
- Zbiórki w obronie: Mel Daniels (14,76)
- Zbiórki razem: Daniels (20,66)
- Asysty: Mark Jackson (13,09)
- Przechwyty: Dudley Bradley (4,89)
- Bloki: Granville Waiters (3,55)
- Straty: McGinnis (5,77)
- Faule: Greg Dreiling (10,57)
- Punkty: Knight (29,09)

## Nagrody i wyróżnienia

### ABA
ABA MVP
- Mel Daniels - 1969, 1971
- George McGinnis - 1975

ABA Playoffs MVP
- Roger Brown - 1970
- Freddie Lewis - 1972
- George McGinnis - 1973

MVP finałów ABA
- Mel Daniels - 1971

I skład ABA
- Mel Daniels - 1969, 1970, 1971
- Roger Brown - 1971
- George McGinnis - 1974, 1975
- Billy Knight - 1976

II skład ABA
- Roger Brown - 1968, 1970
- Bob Netolicky -1970
- George McGinnis - 1973
- Mel Daniels - 1973
- Don Buse - 1976

I skład defensywny
- Don Buse - 1975, 1976

I skład debiutantów ABA
- Bob Netolicky - 1968
- George McGinnis - 1972
- Billy Knight - 1975

Zespół wszech czasów ABA
- Warren Jabali
- Roger Brown
- George McGinnis
- Freddie Lewis
- Bob Netolicky

Nominowani do meczu gwiazd ABA

- Roger Brown - 1968, 1970–1972
- Freddie Lewis - 1968, 1970, 1972
- Bob Netolicky - 1968–1971
- Mel Daniels - 1969–1974

- George McGinnis - 1973–1975
- Don Buse - 1976
- Billy Knight - 1976

### NBA
Obrońca Roku
- Ron Artest – 2004

Debiutant Roku
- Chuck Person – 1987

Rezerwowy Sezonu
- Detlef Schrempf – 1991, 1992

Największy Postęp Sezonu
- Jalen Rose – 2000
- Jermaine O’Neal – 2002
- Danny Granger – 2009
- Paul George – 2013
- Victor Oladipo – 2018

Trener Roku
- Jack McKinney – 1981
- Larry Bird – 1998

Menedżer Roku
- Larry Bird – 2012

All-NBA Second Team
- Jermaine O’Neal – 2004

All-NBA Third Team
- Reggie Miller – 1995, 1996, 1998
- Jermaine O’Neal – 2002, 2003
- Ron Artest – 2004
- Paul George – 2013, 2014, 2016
- Victor Oladipo – 2018

NBA Rookie First Team
- Clark Kellogg – 1983
- Steve Stipanovich – 1984
- Chuck Person – 1987
- Rik Smits – 1989

NBA Rookie Second Team
- Jamaal Tinsley – 2002
- Danny Granger – 2006
- Paul George – 2011
- Myles Turner – 2016

NBA All-Defensive First Team
- Don Buse – 1977
- Ron Artest – 2004, 2006
- Paul George - 2014
- Victor Oladipo – 2018

NBA All-Defensive Second Team
- Dudley Bradley – 1981
- Micheal Williams – 1992
- Derrick McKey – 1995, 1996
- Ron Artest – 2003
- Paul George – 2013, 2016
- Roy Hibbert – 2014

### NBA All-Star Weekend
Trenerzy składów All-Star
- Larry Bird – 1998
- Isiah Thomas – 2003
- Rick Carlisle – 2004
- Frank Vogel – 2014

Zwycięzcy konkursu wsadów
- Fred Jones - 2004
- Glenn Robinson III - 2017

Nominowani do NBA All-Star Game
- Billy Knight – 1977
- Don Buse – 1977
- Reggie Miller – 1990, 1995, 1996, 1998, 2000
- Detlef Schrempf – 1993
- Rik Smits – 1998
- Dale Davis – 2000
- Jermaine O’Neal – 2002, 2003, 2004, 2005, 2006, 2007
- Brad Miller - 2003
- Ron Artest – 2004
- Danny Granger – 2009
- Roy Hibbert – 2012, 2014
- Paul George – 2013, 2014, 2016, 2017

Uczestnicy Rookie Challenge
- Antonio Davis – 1994
- Erick Dampier – 1997
- Jamaal Tinsley  – 2002, 2003
- Sarunas Jasikevicius – 2006
- Danny Granger – 2006, 2007
- Paul George – 2012

## Sukcesy
| Tytuł              | Liczba | Rok |
| ------------------ | ------ | --- |
| Mistrz NBA         | 0      | |
| Mistrz Konferencji | 2      | 2000, 2025 |
| Mistrz dywizji     | 6      | 1995, 1999, 2000, 2004, 2013, 2014 |
| Występy w play-off | 29     | 1981, 1987, 1990, 1991, 1992, 1993, 1994, 1995, 1996, 1998, 1999, 2000, 2001, 2002, 2003, 2004, 2005, 2006, 2011, 2012, 2013, 2014, 2016, 2017, 2018, 2019, 2020, 2024, 2025 |
| Występy w play-in  | 1      | 2021 |

## Poszczególne sezony
Na podstawie:. Stan na koniec sezonu 2024/25
| Sezon          | Liga | Konferencja | Poz. w konf. | Dywizja | Poz. w dyw. | Sezon regularny | Sezon regularny | Playoffs |
| Sezon          | Liga | Konferencja | Poz. w konf. | Dywizja | Poz. w dyw. | Wyg.            | Por.            | Playoffs |
| -------------- | ---- | ----------- | ------------ | ------- | ----------- | --------------- | --------------- | --- |
| Indiana Pacers |      |             |              |         |             |                 |                 | |
| 1976/77        | NBA  | Zachodnia   | 9            | Midwest | 5           | 36              | 46              | |
| 1977/78        | NBA  | Zachodnia   | 10           | Midwest | 5           | 31              | 51              | |
| 1978/79        | NBA  | Zachodnia   | 8            | Midwest | 3           | 38              | 44              | |
| 1979/80        | NBA  | Wschodnia   | 8            | Central | 4           | 37              | 45              | |
| 1980/81        | NBA  | Wschodnia   | 6            | Central | 3           | 44              | 38              | Porażka w 1. rundzie z Philadelphia 76ers (0-2) |
| 1981/82        | NBA  | Wschodnia   | 8            | Central | 4           | 35              | 47              | |
| 1982/83        | NBA  | Wschodnia   | 11           | Central | 6           | 20              | 62              | |
| 1983/84        | NBA  | Wschodnia   | 11           | Central | 6           | 26              | 56              | |
| 1984/85        | NBA  | Wschodnia   | 11           | Central | 6           | 22              | 60              | |
| 1985/86        | NBA  | Wschodnia   | 10           | Central | 6           | 26              | 56              | |
| 1986/87        | NBA  | Wschodnia   | 7            | Central | 4           | 41              | 41              | Porażka w 1. rundzie z Atlanta Hawks (1-3) |
| 1987/88        | NBA  | Wschodnia   | 9            | Central | 6           | 38              | 44              | |
| 1988/89        | NBA  | Wschodnia   | 10           | Central | 6           | 28              | 54              | |
| 1989/90        | NBA  | Wschodnia   | 8            | Central | 4           | 42              | 40              | Porażka w 1. rundzie z Detroit Pistons (0-3) |
| 1990/91        | NBA  | Wschodnia   | 7            | Central | 5           | 41              | 41              | Porażka w 1. rundzie z Boston Celtics (2-3) |
| 1991/92        | NBA  | Wschodnia   | 7            | Central | 4           | 40              | 42              | Porażka w 1. rundzie z Boston Celtics (0-3) |
| 1992/93        | NBA  | Wschodnia   | 8            | Central | 5           | 41              | 41              | Porażka w 1. rundzie z New York Knicks (1-3) |
| 1993/94        | NBA  | Wschodnia   | 5            | Central | 3           | 47              | 35              | Wygrana w 1. rundzie z Orlando Magic (3-0) Wygrana w półfinale Konf. z Atlanta Hawks (4-2) Porażka w finale Konf. z New York Knicks (3-4)                                                            |
| 1994/95        | NBA  | Wschodnia   | 2            | Central | 1           | 52              | 30              | Wygrana w 1. rundzie z Atlanta Hawks (3-0) Wygrana w półfinale Konf. z New York Knicks (4-3) Porażka w finale Konf. z Orlando Magic (3-4)                                                            |
| 1995/96        | NBA  | Wschodnia   | 3            | Central | 2           | 52              | 30              | Porażka w 1. rundzie z Atlanta Hawks (2-3) |
| 1996/97        | NBA  | Wschodnia   | 10           | Central | 6           | 39              | 43              | |
| 1997/98        | NBA  | Wschodnia   | 3            | Central | 2           | 58              | 24              | Wygrana w 1. rundzie z Cleveland Cavaliers (3-1) Wygrana w półfinale Konf. z New York Knicks (4-1) Porażka w finale Konf. z Chicago Bulls (3-4)                                                      |
| 1998/99        | NBA  | Wschodnia   | 2            | Central | 1           | 33              | 17              | Wygrana w 1. rundzie z Milwaukee Bucks (3-0) Wygrana w półfinale Konf. z Philadelphia 76ers (4-0) Porażka w finale Konf. z New York Knicks (2-4)                                                     |
| 1999/00        | NBA  | Wschodnia   | 1            | Central | 1           | 56              | 26              | Wygrana w 1. rundzie z Milwaukee Bucks (3-2) Wygrana w półfinale Konf. z Philadelphia 76ers (4-2) Wygrana w finale Konf. z New York Knicks (4-2) Porażka w finale NBA z Los Angeles Lakers (2-4)     |
| 2000/01        | NBA  | Wschodnia   | 8            | Central | 4           | 41              | 41              | Porażka w 1. rundzie z Philadelphia 76ers (1-3) |
| 2001/02        | NBA  | Wschodnia   | 8            | Central | 4           | 42              | 40              | Porażka w 1. rundzie z New Jersey Nets (2-3) |
| 2002/03        | NBA  | Wschodnia   | 3            | Central | 2           | 48              | 34              | Porażka w 1. rundzie z Boston Celtics (2-4) |
| 2003/04        | NBA  | Wschodnia   | 1            | Central | 1           | 61              | 21              | Wygrana w 1. rundzie z Boston Celtics (4-0) Wygrana w półfinale Konf. z Miami Heat (4-2) Porażka w finale Konf. z Detroit Pistons (2-4)                                                              |
| 2004/05        | NBA  | Wschodnia   | 6            | Central | 3           | 44              | 38              | Wygrana w 1. rundzie z Boston Celtics (4-3) Porażka w półfinale Konf. z Detroit Pistons (2-4) |
| 2005/06        | NBA  | Wschodnia   | 6            | Central | 4           | 41              | 41              | Porażka w 1. rundzie z New Jersey Nets (2-4) |
| 2006/07        | NBA  | Wschodnia   | 10           | Central | 4           | 35              | 47              | |
| 2007/08        | NBA  | Wschodnia   | 9            | Central | 3           | 36              | 46              | |
| 2008/09        | NBA  | Wschodnia   | 9            | Central | 4           | 36              | 46              | |
| 2009/10        | NBA  | Wschodnia   | 10           | Central | 4           | 32              | 50              | |
| 2010/11        | NBA  | Wschodnia   | 8            | Central | 2           | 37              | 45              | Porażka w 1. rundzie z Chicago Bulls (1-4) |
| 2011/12        | NBA  | Wschodnia   | 3            | Central | 2           | 42              | 24              | Wygrana w 1. rundzie z Orlando Magic (4-1) Porażka w półfinale Konf. z Miami Heat (2-4) |
| 2012/13        | NBA  | Wschodnia   | 3            | Central | 1           | 49              | 32              | Wygrana w 1. rundzie z Atlanta Hawks (4-2) Wygrana w półfinale Konf. z New York Knicks (4-2) Porażka w finale Konf. z Miami Heat (3-4)                                                               |
| 2013/14        | NBA  | Wschodnia   | 1            | Central | 1           | 56              | 26              | Wygrana w 1. rundzie z Atlanta Hawks (4-3) Wygrana w półfinale Konf. z Washington Wizards (4-2) Porażka w finale Konf. z Miami Heat (2-4)                                                            |
| 2014/15        | NBA  | Wschodnia   | 9            | Central | 4           | 38              | 44              | |
| 2015/16        | NBA  | Wschodnia   | 7            | Central | 2           | 45              | 37              | Porażka w 1. rundzie z Toronto Raptors (3-4) |
| 2016/17        | NBA  | Wschodnia   | 7            | Central | 3           | 42              | 40              | Porażka w 1. rundzie z Cleveland Cavaliers (0-4) |
| 2017/18        | NBA  | Wschodnia   | 5            | Central | 2           | 48              | 34              | Porażka w 1. rundzie z Cleveland Cavaliers (3-4) |
| 2018/19        | NBA  | Wschodnia   | 5            | Central | 2           | 48              | 34              | Porażka w 1. rundzie z Boston Celtics (0-4) |
| 2019/20        | NBA  | Wschodnia   | 4            | Central | 2           | 45              | 28              | Porażka w 1. rundzie z Miami Heat (0-4) |
| 2020/21        | NBA  | Wschodnia   | 9            | Central | 2           | 34              | 38              | Wygrana w play-in z Charlotte Hornets (1-0) Porażka w play-in z Washington Wizards (0-1) |
| 2021/22        | NBA  | Wschodnia   | 13           | Central | 4           | 25              | 57              | |
| 2022/23        | NBA  | Wschodnia   | 11           | Central | 4           | 35              | 47              | |
| 2023/24        | NBA  | Wschodnia   | 6            | Central | 3           | 47              | 35              | Wygrana w 1. rundzie z Milwaukee Bucks (4-2) Wygrana w półfinale Konf. z New York Knicks (4-3) Porażka w finale Konf. z Boston Celtics (0-4)                                                         |
| 2024/25        | NBA  | Wschodnia   | 4            | Central | 2           | 50              | 32              | Wygrana w 1. rundzie z Milwaukee Bucks (4-1) Wygrana w półfinale Konf. z Cleveland Cavaliers (4-1) Wygrana w finale Konf. z New York Knicks (4-2) Porażka w finale NBA z Oklahoma City Thunder (3-4) |

## Sukcesy w ABA
| Tytuł              | Liczba | Rok                                                  |
| ------------------ | ------ | ---------------------------------------------------- |
| Mistrz ABA         | 3      | 1970, 1972, 1973                                     |
| Wicemistrz ABA     | 2      | 1969, 1975                                           |
| Mistrz dywizji ABA | 3      | 1969, 1970, 1971                                     |
| Występy w play-off | 9      | 1968, 1969, 1970, 1911, 1972, 1973, 1974, 1975, 1976 |